# Sobre la interpretación
De interpretatione o Sobre la interpretación (griego: Περὶ Ἑρμηνείας, Peri Hermeneias) abreviado como De int, es el segundo texto del Organon de Aristóteles, siendo una de las obras filosóficas más antiguas que se conservan en la tradición occidental para hacer frente a la relación entre el lenguaje y la lógica de manera integral, explícita y formal. El trabajo generalmente se conoce por su título en latín.
La obra comienza analizando proposiciones categóricas simples, y extrae una serie de conclusiones básicas sobre los temas rutinarios de clasificación y definición de formas lingüísticas básicas, tales como términos y proposiciones simples, sustantivos y verbos, negación, la cantidad de proposiciones simples (raíces primitivas de los cuantificadores en la lógica simbólica moderna), las investigaciones sobre el medio excluido (que para Aristóteles no es aplicable a las proposiciones de tiempo futuro, el problema de los contingentes futuros), y sobre las proposiciones modales.
Los primeros cinco capítulos tratan sobre los términos que forman las proposiciones. Los capítulos 6 y 7 tratan de la relación entre proposiciones afirmativas, negativas, universales y particulares. Estas relaciones son la base del conocido cuadro de oposición. La distinción entre proposiciones universales y particulares es la base de la teoría de la cuantificación moderna. Los últimos tres capítulos tratan sobre modalidades. El capítulo 9 es célebre por la discusión de la batalla naval («si es cierto que mañana habrá una batalla naval, entonces es cierto que habrá una batalla naval. Por lo tanto, una batalla naval es aparentemente inevitable, y por lo tanto necesaria. Otra interpretación sería: que no podemos saber lo que todavía no ha sucedido. En otras palabras: si hay una batalla naval mañana, entonces es cierto hoy que mañana habrá una batalla naval. Entonces, solo si podemos saber si habrá o no una batalla naval mañana, entonces podemos saber si habrá una batalla naval»).

## Cuadro de oposición y lógica modal
El cuadro lógico, también llamado cuadro de oposición de los juicios o cuadrado de Apuleyo, tiene su origen en las cuatro oraciones marcadas que deben emplearse en el razonamiento silogístico, las cuales son:
1. Universal afirmativo («Todos los hombres son blancos»)
2. Particular negativo («No todos los hombres son blancos» o «Algunos hombres no son blancos»)
3. Particular afirmativo («Algunos hombres son blancos»)
4. Universal negativo («Ningún hombre es blanco»).

Robert Blanché publicó con Vrin su libro Structures intellectuelles en 1966 y desde entonces muchos eruditos piensan que el cuadro de oposición que representa cuatro valores debería ser reemplazado por un hexágono lógico que, representando seis valores, es una figura más potente, porque tiene el poder para explicar más cosas sobre la lógica y el lenguaje natural.
El estudio de las cuatro proposiciones que constituyen el cuadro se encuentra en el Capítulo 7 y su apéndice Capítulo 8. Lo más importante es también el siguiente Capítulo 9 que trata el problema de los futuros contingentes. Este capítulo y los siguientes están en el origen de la lógica modal.

## Traducciones
El texto griego original de Aristóteles, Περὶ Ἑρμηνείας (Peri Hermeneias) fue traducido al latín De Interpretatione por Mario Victorino, en Roma, en el siglo IV.
Otra traducción fue completada por Boecio en el siglo VI, c. 510/512.